# Abem Finkel
Abem Finkel (* 6. Dezember 1889 in New York City; † 10. März 1948 in San Diego, Kalifornien) war ein US-amerikanischer Drehbuchautor.

## Leben
Abem Finkels Eltern waren die jüdischstämmigen Theaterleute Annetta Schwartz und Moishe († 1904, auch Morris genannt) Finkel, die 1886 aus Rumänien gemeinsam nach New York ausgewandert waren. Finkel besuchte das City College of New York und war anschließend als Inspizient beim Theater tätig. 1931 begann er seine Filmkarriere als Drehbuchautor bei Columbia Pictures, wechselte aber bereits 1934 zu Warner Brothers. Dort schrieb er mit anderen Autoren Drehbücher für Filme wie Mord im Nachtclub (Marked Woman, 1937) und Jezebel – Die boshafte Lady (Jezebel, 1938), in denen jeweils Bette Davis die Hauptrolle spielte. 1942 erhielt er zusammen mit Harry Chandlee, John Huston und Howard Koch eine Oscar-Nominierung in der Kategorie Bestes Originaldrehbuch für Sergeant York mit Gary Cooper in der Titelrolle. Für das Rita-Hayworth-Filmmusical Tonight and Every Night arbeitete er 1945 noch einmal für Columbia Pictures.
Finkels Ehefrau Ruth war die Sekretärin des Schauspielers Paul Muni, mit dem Finkel befreundet war. Finkel starb 1948 mit 58 Jahren in San Diego und wurde auf dem Hollywood Forever Cemetery in Los Angeles beigesetzt.

## Filmografie (Auswahl)
- 1934: Tag, Nellie! (Hi, Nellie!)
- 1935: In blinder Wut (Black Fury)
- 1936: Public Enemy’s Wife
- 1937: Geheimbund Schwarze Legion (Black Legion)
- 1937: Mord im Nachtclub (Marked Woman)
- 1938: White Banners
- 1938: Jezebel – Die boshafte Lady (Jezebel)
- 1941: Sergeant York
- 1942: Der große Gangster (The Big Shot)
- 1944: The Hundred Pound Window
- 1945: Tonight and Every Night
- 1947: Time Out of Mind

## Auszeichnungen
- 1942: Oscar-Nominierung in der Kategorie Bestes Originaldrehbuch für Sergeant York zusammen mit Harry Chandlee, John Huston und Howard Koch